# Gherardini

La celebre Monna Lisa il ritratto di Lisa Gherardini detta la Gioconda perché sposata con Francesco Bartolomeo del Giocondo

I Gherardini di Montagliari (o di Toscana) sono una famiglia storicamente rilevante nelle vicende toscane tra il IX e il XIV secolo, nelle vicende venete ed emiliane tra il XVI e il XVIII secolo, e nel risorgimento italiano.
Si tratta di una famiglia che ha suscitato la curiosità di numerosi storici del Medioevo per la sua indole irrequieta e combattiva. Proveniente dalla tradizione feudale, fu una delle famiglie fondatrici della Repubblica fiorentina e una delle colonne dell'antica aristocrazia repubblicana che resse Firenze del X e XI secolo sino a quando venne duramente bandita dalla città al mutare degli assetti politici, ai primi segni della futura Signoria. Dante Alighieri, nella sua Divina Commedia, la collocò nel V Cielo del Paradiso, quello di Marte, tra gli "spiriti militanti".
Dopo il suo esilio dalla Toscana nel XII secolo (conflitto tra guelfi e ghibellini) ha proseguito nella sua vocazione feudale/assembleare (ostile ai poteri assoluti, monarchici o religiosi) nella Repubblica di Venezia e in alcuni feudi sopra gli Appennini. La sua autonomia politica, infine, cessa proprio a causa di una delle maggiori espressioni assolutistiche europee: il regime napoleonico. Da qui, presumibilmente, il suo interesse a sostenere il processo unitario italiano.
Il loro simbolo è un'arme di rosso a tre fasce di vaio, che nel Seicento fu inquartato con l'aquila imperiale. è stato così mantenuto dai discendenti. Appartiene a questa famiglia il più antico sepolcro cavalleresco in Toscana (nella Pieve di Sant'Appiano) e il simbolo più alto della resistenza contro mercantilismo fiorentino (il castello di Montagliari):
(“I Gherardini ed il Castello di Montagliari”, Giuseppe Corazzini, Firenze 1897.)

## Origini

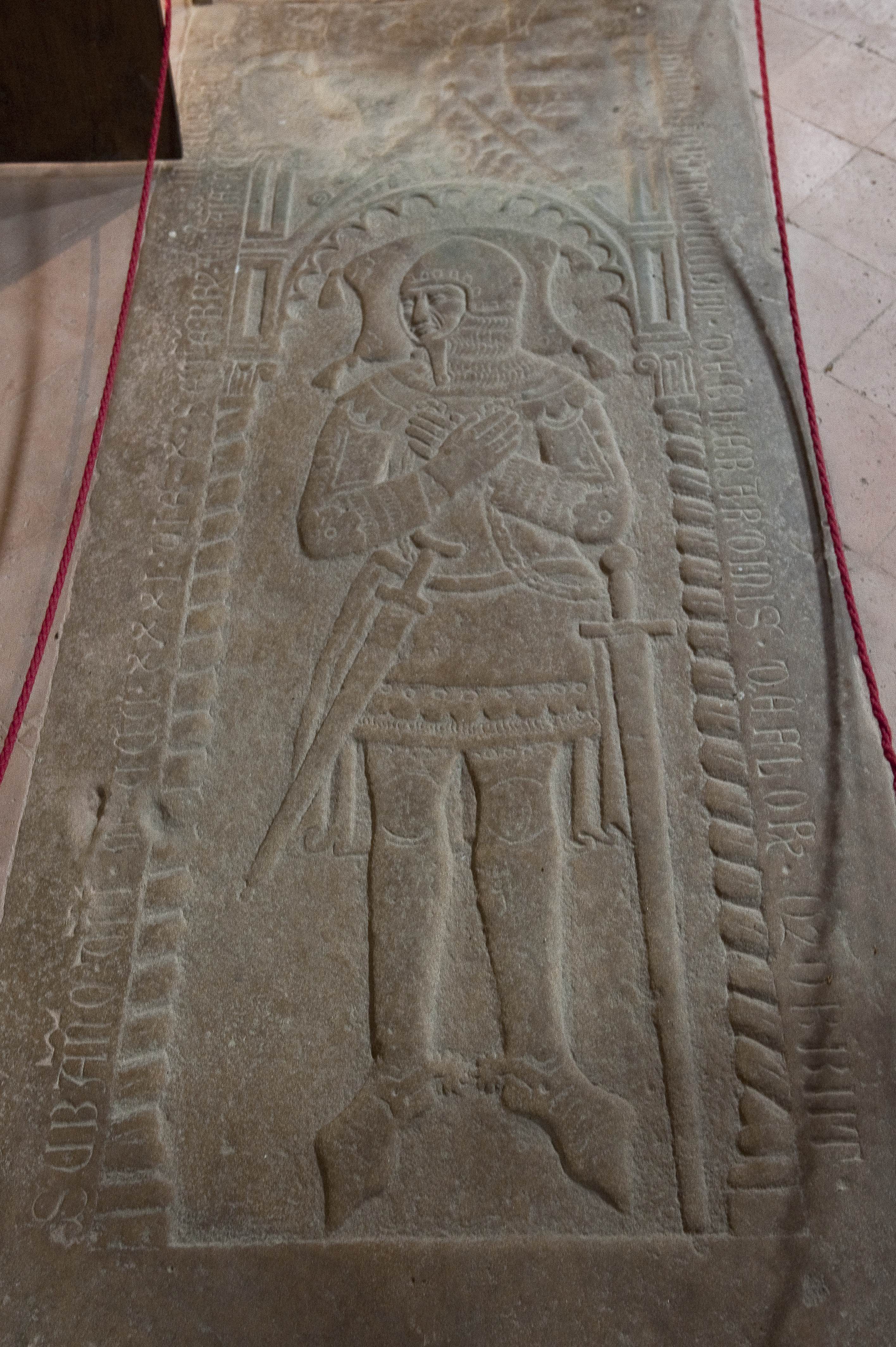
Sepolcro di Gherarduccio Gherardini Pieve di Sant'Appiano

Secondo i più recenti studi universitari, con l'appellativo di «nepotes Ceci» fondarono la Chiesa di San Piero a Ema (con Gaifredo) nell'anno 856. Di loro già si parla in documenti conservati nella chiesa di San Miniato in riferimento proprio a una diatriba risolta dal Marchese di Toscana (Bonifacio di Canossa) sull'affidamento del rettorato di quella chiesa. Feudatari nel Chianti e nella Valdelsa, s'inurbarono anche a Firenze nel X secolo. Cominciarono a prestare attenzione alle vicende cittadine quando il sistema di potere di Matilde di Canossa entrò in crisi nel 1115, dando subito diversi consoli (consul civitatis) alla neonata Repubblica fiorentina. La Torre dei Gherardini si trovava vicino al ponte Vecchio e venne inglobata nel Palazzo Bartolommei-Buschetti. Prima della seconda guerra mondiale era ancora visibile ergersi dai tetti, ma fu rasa al suolo dalle mine tedesche dell'agosto 1944. La loro loggia, nei pressi della Chiesa di Santo Stefano al ponte (da loro edificata), venne distrutta a metà Ottocento dai lavori che interessarono il centro di Firenze divenuta Capitale.
Gherardini, provenienti dalla tradizione feudale, presero parte alla costituzione delle Repubblica mantenendo fino all'ultimo i loro diritti nei possedimenti fuori dalla città (Castelli di Montagliari; Berardenga-Lucignano; Linari; Montaguto; Montefioralle; Montecorboli e Bonsi i più importanti). Due secoli dopo furono in prima linea nelle contese tra guelfi e ghibellini e poi tra guelfi bianchi e neri, trovandosi tra i capi della fazione dei "bianchi" assieme alla famiglia dei Cerchi. Si opposero a quelle trasformazioni che poi avrebbero determinato la nascita della Signoria.
Quando i guelfi bianchi vennero cacciati dall'intervento di Carlo di Valois, i Gherardini si trasferirono in gran parte a Verona, con molti altri banditi dalla città, tra cui Dante Alighieri. Successivamente si trasferirono anche a Venezia.
Tra i più noti esponenti di spicco della famiglia di quel periodo si cita: Gherarduccio Gherardini (la cui lapide nella Chiesa di Sant'Appiano è il più antico sepolcro cavalleresco in Toscana), Noldo Gherardini, Cece Gherardini, Vanne e Bernardino Gherardini, Lotteringo Gherardini, Cione Gherardini detto "il Pelliccia" e Andrea Gherardini "lo Scacciaguelfi". Cece Gherardini si oppose con insistenza alla guerra della Repubblica fiorentina contro Siena. Celio Malespini narra di come egli pagò multe su multe per poter rimostrare la propria contrarietà all'impresa. Si fermò solo quando la pena per la sua accesa insistenza fu elevata al "taglio della testa". Partecipò comunque alla guerra alla quale si era opposto e fu uno dei dodici comandanti dell'esercito fiorentino nella battaglia di Montaperti combattuta contro i Senesi il 4 settembre 1260, dove morì.
Studi universitari confermano sia la centralità di questo lignaggio magnatizio nella storia medievale fiorentina, sia la fama di irriducibili che si erano conquistati sul campo, testimoniata dalle statistiche "record" sulle multe e le condanne che afflissero questa famiglia in quel periodo. Una schiatta, quella dei Gherardini, la cui reputazione - secondo la storica Christiane Klapisch-Zuber - era di essere “fomentatori di disordini”, “dallo scarso zelo nella partecipazione della vita pubblica”, “bellicosa ed incivile”. Questo carattere profondamente indipendente rispetto alle ritualità dei poteri cittadini, dovette essere alla base della loro decisione di non sottostare alle nuove regole del nascente Comune di Firenze (come gli Ordinamenti di giustizia), e alla loro ostinata resistenza a cambiare nome per evitare i costi economici e politici che il Comune imponeva a chi rimaneva ancorato alla vecchia Repubblica e alla propria autonomia aristocratica (di "grande"). Ciò spiega anche la quantità di condanne a loro inflitte e l'ardore col quale Firenze li combatté distruggendo, ove possibile, i loro beni. Tant'è che esistono luoghi in Toscana dove si celebrano feste in ricordo di quelle lotte, a favore o contro questa famiglia. A Panzano in Chianti, ad esempio, si celebra annualmente l'impiccagione di un Gherardini che fu coinvolto in una faida contro i signorotti del luogo, i Firidolfi che di lì a poco, contrariamente ai Gherardini, sposarono le nuove regole comunali modificando nome e adeguando il proprio status, con i relativi benefici economici.

## Il sistema difensivo

Il marchese Gian Francesco Gherardini, senatore del Regno d'Italia

Il sistema difensivo dei Gherardini era a forma di piramide con i primi centri di avvistamento nei pressi delle mura meridionali di Firenze, da Marignolle sino all'Impruneta. Quindi proseguiva sino alle fortezze principali di Montagliari e Montaguto nei pressi dell'odierna Greve in Chianti e, in asse ad occidente, alla fortezza di Linari nei pressi di Barberino Val d'Elsa. Un territorio che durante la guerra civile fiorentina dei primi del Trecento divenne totalmente ostile ed impraticabile alle forze della Repubblica fiorentina ed a qualsiasi passaggio commerciale.
Il sistema collassò con l'offensiva dei fiorentini nel 1302. Dopo un assedio, sia Montagliari che Montaguto vennero totalmente rasi al suolo e la Repubblica stabilirà la perpetua inedificabilità del luogo (editto violato dai Gherardini, in tempi più favorevoli, nel 1632, con la costruzione della cappella).
La parte occidentale della struttura difensiva resistette invece alla guerra, sia perché sollevata dalla presenza di Andrea Gherardini a quell'epoca a capo dell'esercito pistoiese, sia per la maggior forza che i Gherardini avevano in Valdelsa e lungo la via Francigena.
Pochi anni dopo anche l'imperatore Arrigo VII tentò di sradicare questa famiglia dalla Valdelsa. Impresa riuscita solo parzialmente perché comunque il castello di Linari, guidato da Vanne Gherardini, resistette all'assedio dell'estate del 1313. Con la morte di Gherarduccio Gherardini nel 1331 (sepolto a nella pieve di Sant'Appiano, nei pressi di Linari), la famiglia perse l'ultimo grande comandante ad anche quegli ultimi possedimenti caddero progressivamente.

## La Guerra civile e i primi esodi

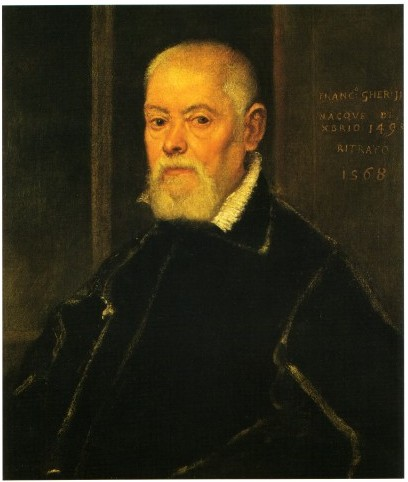
Francesco Gherardini ritratto dal Tintoretto nel 1568. Straordinario esempio di somiglianza tra familiari con il pronipote Gian Francesco, a 350 anni di distanza.

Di rilievo per la storia di Firenze si cita la menzionata campagna militare dei primi del Trecento che vide contrapposti la Repubblica fiorentina contro i Gherardini che in quel momento capeggiavano con i Cerchi la fazione dei guelfi bianchi, la quale ospitava sia nobiltà più antica di origine feudale, come loro, sia altri interessi e rappresentanze, tutti comunque avversi al rafforzamento della nobiltà cittadina e mercantile che cercava la propria autonomia con i favori del papato. Il capofamiglia di allora, Naldo Gherardini, fu tra le "teste calde" confinate lontano dalla città nell'estate del 1300. Lo scontro armato culminò poi alcuni provvedimenti presi da Cante Gabrielli che portarono all'esilio gran parte dei Gherardini e loro alleati (tra cui Dante Alighieri). Lo scontro armato proseguì nel Pistoiese dove Andrea Gherardini il "Cacciaguelfi" (in quel momento Capitano del Popolo di Pistoia) resse il confronto con i fiorentini i quali allora si spostarono nel Chianti cercando di sradicare i Gherardini dai loro possedimenti più antichi. Lo scontro culminò nell'agosto del 1302, con la caduta di Montagliari che determinò il terzo esodo di gran parte dei Gherardini (e di altre famiglie della fazione ribelle) verso Verona (allora sotto l'impero).
I fiorentini si accanirono con ferocia anche sulle costruzioni dei Gherardini e sulle testimonianze che potessero recarne traccia, sia nel contado, ma soprattutto in città. Come visto, rimasero in piedi pochi castelli, perlopiù in Val d'Elsa, zona nella quale i Gherardini mantenevano ancora influenza politica.
Ma il colpo subito fu durissimo e segnò una svolta.
Già la precedente cacciata dei Ghibellini, mezzo secolo prima, portò alcuni Gherardini nel Veronese e nei pressi di Rovigo (si riunirono successivamente).
Era il terzo esodo, se si ricorda anche il primo, che avvenne intorno al 1120, con la morte di Matilde di Canossa, la cui dipartita portò ad una spaccatura: da un lato una parte dei Gherardini avviarono un più saldo inurbamento in Firenze per controllare da vicino le evoluzioni cittadine, ma dall'altro spinse altri capi famiglia più legati ad una visione tradizionale della cavalleria (Tommaso, Gherardo e Maurizio, figli di Gherardino) ad abbandonare la Toscana. Inizialmente essi furono al seguito di Luigi VII di Francia, detto il Giovane, poi con Enrico II d'Inghilterra alla conquista dell'Irlanda, dove diedero vita al ramo Fitzgerald dei Conti di Desmond, Duchi di Limerick e Vice-Re d'Irlanda (nel XIV e XV secolo), con cui la stessa Rose Kennedy ed il figlio John sostenevano di avere legami parentali.

## Il ramo toscano

Gian Raffaello Gherardini nel 1966 durante la sfilata del Calcio Storico fiorentino. Dagli archivi del Calcio Storico.

Il ramo dei Gherardini che rimase in Toscana (poi estintosi a metà del Settecento) in accordo a quello veronese, fece edificare nel 1632 la Cappella di Santa Maria della Neve a Montagliari (oggetto di un disegno di Leonardo da Vinci), sulle rovine del Castello, in ricordo di quei fatti. 
Quel ramo cadetto, rimasto a Firenze, si estinse con quattro fratelli: Ippolito (morto infante); Antonio (morto nella guerra di Ungheria); Alemanno (cavaliere di Malta) ed infine Fabio, ultimo a morire in Danimarca nel 1743, tutti senza eredi. Il loro stemma era caratterizzato dal tradizionale vajo della famiglia inquartato però con tre teste d'uccello. Fu il Conte Gian Claudio Gherardini, nella seconda metà del ventesimo secolo (negli anni sessanta), il primo dei nobili Gherardini a ritornare a Firenze portando questa famiglia rifiorire nuovamente nel capoluogo toscano.

## Il ramo toscano-veneto
Il ramo principale, grazie a Gaspare ed a Angelo, aggiunse, nel 1633, ai primi feudi di Montorio, Bardolino, Sorgate e Montecchiana, ottenuti con l'arrivo della famiglia a Verona, altri possedimenti in Emilia acquistandoli dagli Este e dai Gonzaga: il marchesato di Scurano, Bazzano (frazioni di Neviano degli Arduini) e Pianzo, quello di San Polo d'Enza, e nel 1652 quello di Castelnovo di Sotto. Il 19 novembre del 1652 Bernardino, fratello minore di Gaspare ed Angelo, acquistò il Patriziato Veneto e la famiglia, pur mantenendo terre e possedimenti nel veronese, cominciò a svolgere attività politica a Venezia. I due rami si riunirono nuovamente nel 1811, quando, in assenza di eredi maschi nel proprio ramo, la Marchesa Vittoria Gherardini (madre di Cristina Trivulzio di Belgiojoso), cedette ai cugini patrizi veneti dell'altra ramificazione, i beni allodiali dei feudi in Emilia e Veneto. Così riunita questa famiglia giunge ai tempi attuali.
Membri di questa famiglia si trovarono a vario titolo a partecipare, quasi sempre, agli eventi bellici del loro tempo, dalle storiche battaglie medioevali, tra cui la battaglia di Hastings (al comando di Otto Gherardini); la battaglia di Montaperti (Cece Gherardini era uno dei dodici capitani dell'esercito fiorentino); la battaglia di Campaldino (Piovano Gherardini); la battaglia di Poitiers (Pietro Gherardini che seguì, con alcuni membri della famiglia, Gualtieri di Brienne), sino alle più moderne battaglie contro gli spagnoli in Italia o alle guerre europee di successione, sino alle contemporanee drammatiche vicende delle guerre mondiali.
I Gherardini persero il loro pieni diritti feudali sulle loro terre soltanto con l'avvento di Napoleone Bonaparte, le cui truppe le occuparono militarmente. Furono per questo tra i più longevi feudatari d'Europa. Furono sicuramente tra gli ultimi in Italia a perdere le loro prerogative feudali di origine medievale, nel 1805. Essi infatti si opposero e sottrassero prima ai poteri delle Signorie e poi alle monarchie assolute italiane grazie a dei Feudi in aree geografiche che per lungo tempo non sono ricadute, fino alle conquiste napoleoniche, sotto alcuna giurisdizione statale centralistica.
Di quel periodo, nei feudi a nord degli appennini tosco-emiliani, si ricorda il governo di Angelo I (1633-1652) che impostò una nuova struttura amministrativa, soprattutto di San Polo d'Enza, istituendo forme elettive per la rappresentanza cittadina. Nei primi periodi del suo governo partecipò con il fratello alla guerra contro la Repubblica di Lucca (le loro truppe, circa un migliaio di uomini, operarono essenzialmente in Garfagnana) e poi contro gli spagnoli di Milano tra il 1647 ed il 1649.
Francesco I, figlio di Gasparo, governò dal 1672 al 1712 e riunificò tutti i feudi alla morte dello zio Angelo. Il suo governo fu degno di nota anche per la riforma della legge elettorale che modificò il sistema di rappresentanza delle comunità locali (sia nei feudi di San Polo che Castelnuovo di Sotto). La guerra della Grande Alleanza (1690-1696) e quella di successione spagnola (1701-1713) crearono diversi problemi (anche militari) ai loro territori.

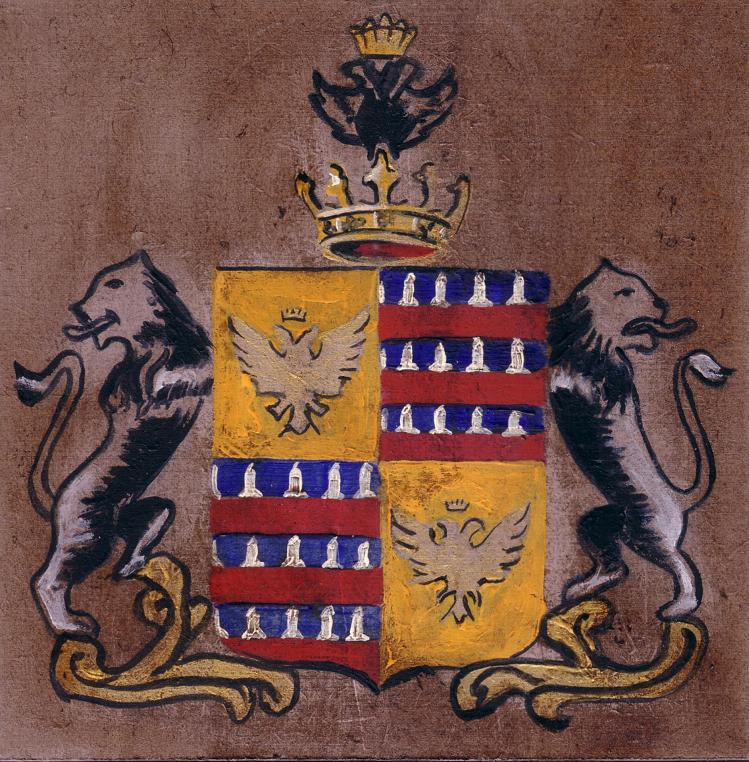
Arme attuale dei Gherardini di Montagliari

Con l'avvento del regime napoleonico, la Repubblica di Venezia viene occupata e ceduta all'Austria. I Gherardini, dopo circa 150 di vita politica nella Serenissima, come membri del Maggior Consiglio, abbandonano la città. Mentre i loro Feudi di Castelnovo di Sotto e San Polo d'Enza vengono occupati militarmente ed inglobati nei regni napoleonici.
Dopo quasi dieci secoli di storia e d'indipendenza, favorevoli ad un quadro europeo unitario (purché "decentrato" e plurale), si trovano a rivedere i loro rapporti con gli Asburgo e l'Austria, i quali avevano definitivamente perduto la dimensione europea. Diedero così sostegno alla nuova causa unitaria italiana mantenendo la loro tradizionale avversione a soluzioni assolutische. Si conoscono finanziamenti ad attività carbonare ed iniziative insurrezionali, tra queste, il sostegno economico al moto insurrezionale modenese di Ciro Menotti.

## Altre ramificazioni

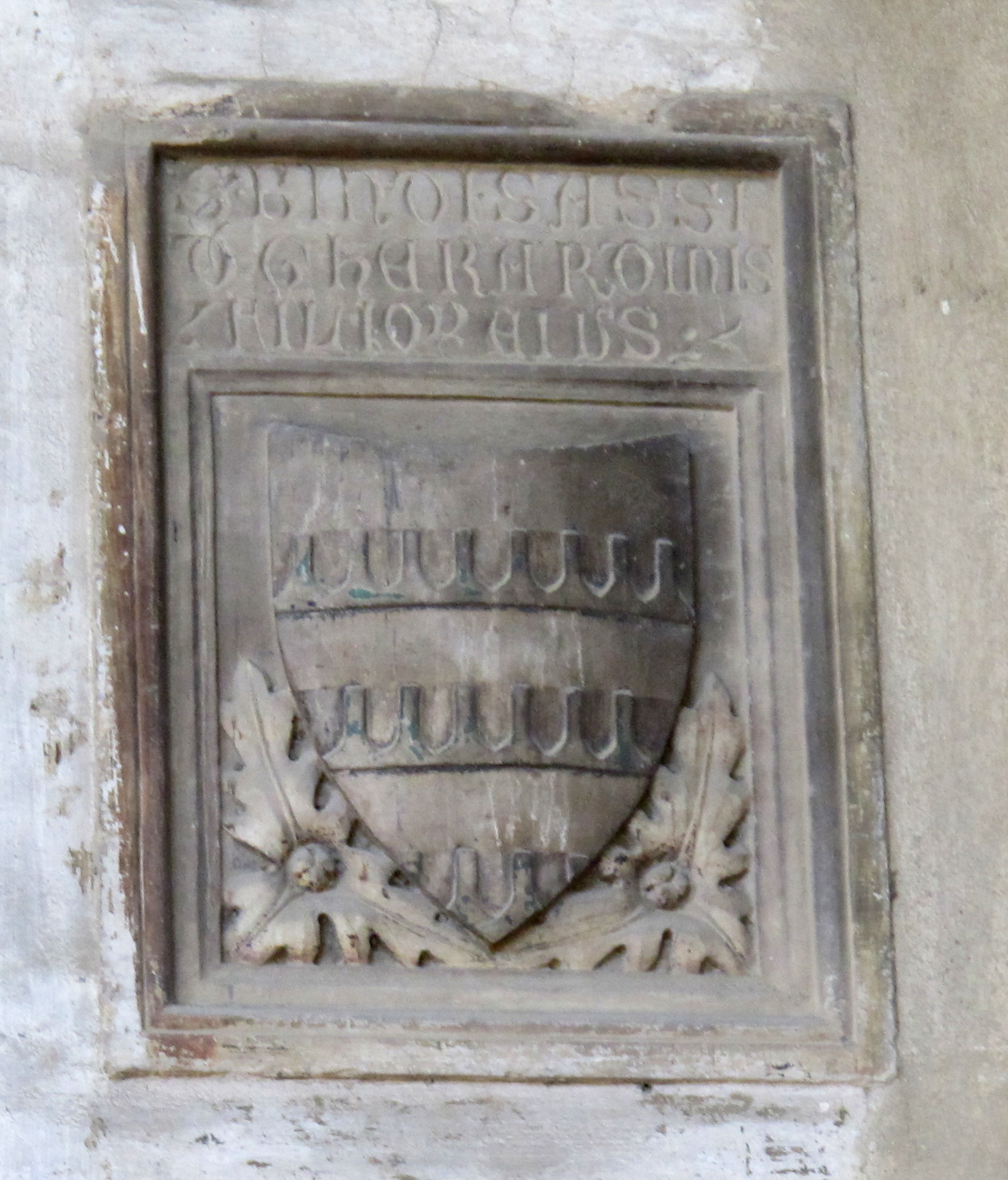
Stemma originario dei Gherardini, basilica di Santa Croce, Firenze

Nel gennaio del 1857, con Decreto del Duca di Modena, Alessandro, il secondogenito del Marchese Gian Marco, assunse anche il cognome "Parigi dei Conti di San Severino", dalla madre Alda Parigi, per mantenere in vita questa famiglia altrimenti in via d'estinzione. Detto ramo, Gherardini Parigi, ebbe vita breve e si estinse comunque alla morte del nipote Giulio avvenuta a metà del Novecento.
Un'altra ramificazione della famiglia albergava a Lendinara ed a Ferrara dal 1660 (Nobili di Lendinara, Conti di Lusia, Nobili di Ferrara). Ramo che prende vita da Francesco di Corradino, e che inquartò il tradizionale vajo dei Gherardini con un leone rampante rosso nero per differenziarsi dalla discendenza principale. Il ramo si estinse a Ferrara con Francesco nel 1830, il quale ebbe un'unica figlia femmina, Isotta, nel 1817.
Un'altra ramificazione più antica si sarebbe sviluppata in Francia sotto il nome Girardin, prendendo vita da un fatto storico documentato e che si riferisce Pietro e Lotto, figli di Noldo dei Gheradini (esiliato a seguito della pace di Civitella) che hanno seguito in Francia Gualtieri VI di Brienne Duca d'Atene (nell'agosto 1343), dopo avero sostenuto un ultimo disperato tentativo di lotta contro la classe mercantile fiorentina. Secondo alcune fonti, sarebbe stata loro concessa la signoria di Marail nella Champagne. Pietro morì il 9 settembre 1393. È effettivamente sepolto nella chiesa di Marail (castello di Hervì). Sosteneva di appartenere a questo ramo il Marchese René-Louis de Girardin (1735-1808).
Infine, sopravvive con forza la leggendaria storia di Tommaso, Gherardo e Maurizio, figli di Gherardino, che con Enrico II d'Inghilterra partirono alla conquista dell'Irlanda, dove avrebbero dato vita al ramo Fitzgerald (dal gaelico "Fitz" "Gerald", figli di Gherardo) dei Conti di Desmond, Duchi di Limerick e Vice-Re d'Irlanda (nel XIV e XV secolo). Si hanno numerosi documenti storici (del Quattrocento e poi del Seicento) che testimoniano questo legame. I Duchi Fitzgerald ritengono di discendere dai Gherardini di Montagliari, ed intrattengono con essi regolari rapporti.

## Il Mecenatismo
Tra le peculiarità di questa famiglia, pur definita dagli storici “incivile” e scarsamente portata alle regole nella “partecipazione alla vita pubblica”, vi è sicuramente una apparentemente “stonata”, ma costante, vena di mecenatismo. 
Sono documentati elementi di alto mecenatismo come la commissione al Beato Angelico di una pala per la loro cappella presso la Chiesa di Santo Stefano al Ponte a Firenze, chiesa in cui trova sepoltura Lotteringo Gherardini. La pala venne commissionata nel 1418 ed andò perduta.
Studiato dagli storici dell'arte è il loro sostegno ad Alessandro Turchi, detto l'Orbetto, a cui i Gherardini commissionarono numerose pale, alcune delle quali per la loro Cappella a Montorio Veronese ed altre per la chiesa veronese di Santa Maria della Neve o per la cappella fatta edificata dal marchese Gaspare Gherardini come oratorio pubblico nelle terre di sua proprietà a Montorio Veronese nel 1625 (la più nota di queste pale fu sicuramente “Adorazione dei Magi”, detta anche “pala Gherardini”). Si trattò di un'attività intesa nel mezzo del loro secolare soggiorno all'ombra della Repubblica Veneta e che portò alla creazione della pinacoteca Gherardini tanto ammirata da un visitatore d'eccezione come Goethe nel 1786. 
Non si conoscono i rapporti di questa famiglia con il Tintoretto, a parte il fatto che i Gherardini erano membri del Maggior Consiglio  della Repubblica Veneta e quindi frequentatori della città lagunare,  ma è Francesco Gherardini ad essere ritratto dal pittore veneziano su una tela del 1568 esposta al Ca' Rezzonico di Venezia. Rimangono misteriosi, seppure certi, anche i loro rapporti con Leonardo da Vinci che portarono sia al ritratto di Lisa Gherardini ai primi del Cinquecento e sia al celebre schizzo (conservato alla Galleria degli Uffizi di Firenze) della loro Cappella di Santa Maria della Neve a Montagliari. 
Da tempi estremamente recenti, compare all'interno della Pieve di Sant'Appiano (dove trova sepoltura Gherarduccio Gherardini) un'opera pittorica commissionata da questa famiglia all'artista fiorentino Stefano Ramunno nel 2010 e che recita in calce alla cornice:
Dalla lontana edificazioni della Chiesa di San Piero a Ema nell'anno 856, appare costante nel tempo una certa attenzione nella tutela del patrimonio religioso sotto il loro patronato, nonostante una posizione poco compiacente dalla Chiesa (spesso in aperto conflitto).
La stessa Pieve di Sant'Appiano in Toscana, li vide attivi in vari momenti. Si hanno notizie del loro interventi nel Milletrecento. Nel 1441 si sa che finanziarono direttamente la ricostruzione di una parte della chiesa. Si hanno notizie anche di loro contributi alla rinsaldamento del campanile avvenuto nel 2011.
Non è l'unico esempio. Analoghi episodi intervennero in altre chiese sotto il loro patronato, come la Chiesa di San Pietro in Jerusalem, che venne totalmente restaurata nel 1370 da parte di Rossellino Gherardini, poi nel 1534, dopo i danni subiti durante l'assedio degli Imperiali, la chiesa venne nuovamente restaurata a spese di Antonio di Tommaso Gherardini del ramo fiorentino (poi andato estinto al finire del 1700).
Fatto emblematico è la storia della Cappella di Santa Maria della Neve a Montagliari, costruita nel loro castello distrutto dai fiorentini nel 1302 e fatta riedificare nel 1632.

## Nel ventunesimo secolo

Il Conte Gian Claudio Gherardini in una occasione pubblica a Firenze nel 1964. Dal settimanale "Lo Specchio" del 1964.

Secondo i dati dell'ultimo Albo Ufficiale della Nobiltà italiana approvato dal Ministero dell'interno del Regno d'Italia, ed in accordo alla genealogia ufficiale di questa famiglia, la famiglia dei nobili Gherardini di Montagliari è divisa in due rami: il primo fa capo al Marchese Francesco Alberto (ramo primogenito) ed il secondo al Conte Gian Claudio (Ramo secondogenito). Le dimore dei Marchesi e Conti Gherardini, sono a Roma, Venezia, New York e Firenze.
Secondo quanto riportato dalle cronache, dalle quali si tengono piuttosto lontani, si registra nel 2007 in alcune agenzie di stampa ed articoli (tra cui uno su QN Quotidiano Nazionale) un pubblico richiamo da parte della contessa Cinzia Gherardini al principe Girolamo Strozzi, padrino di uno dei figli della Gherardini, circa la discendenza della Monna Lisa dipinta da Leonardo da Vinci, che secondo Giorgio Vasari sarebbe stata Lisa Gherardini, figlia di Antonio Gherardini, antenato della stessa Contessa, che, sposata a un Del Giocondo, avrebbe preso poi il nome di Gioconda.
Nel marzo del 2014, il settimanale Sette, del Corriere della Sera, dedica, in esclusiva, una storia di copertina ai presunti rapporti ed incontri mai svelati tra i Gherardini di Montagliari, i Kennedy ed i FizGerald, anche ai tempi della presidenza di John Fitzgerald Kennedy, definendo la storia di questa famiglia una “imperfetta parabola” di “una stirpe di mente fredda e sangue caldo, sempre pronta a ricominciare, a prendere forza da errori e debolezze, a battersi per ciò che è degno di essere fatto. E anche a pagarne il prezzo.”
Tra le figure legate alla famiglia Gherardini più note, si menziona il Marchese Maurizio, l'ultimo signore con poteri feudali su S.Polo, Bazzano, Scurano, Pianzo e Castelnuovo, nonché Gran Ciambellano dell'Imperatore d'Austria e Ministro Plenipotenziario d'Austria presso il Regno Sabaudo, Cristina Trivulzio di Belgiojoso (figlia della Marchesa Vittoria Gherardini), prima donna direttrice di giornale, che Carlo Cattaneo definì la "prima donna d'Italia" per il suo impegno verso l'unità nazionale, il marchese Gian Marco, Presidente della Cassa di Risparmio di Reggio Emilia e Podestà del Comune di Reggio dal 1851 al 1854, il figlio Gian Francesco Gherardini, Sindaco di Reggio nell'Emilia dal 1873 al 1881, Deputato e poi Senatore sino al momento della morte nel 1926, il nipote Conte Gian Claudio Gherardini, eroe di guerra, Comandante dell'8º Reggimento bersaglieri ad El Alamein e della Fanteria divisionale della Folgore nel dopoguerra (morto nel 1971), Jacopo Schettini Gherardini, economista, candidato alla Segreteria Nazionale del Partito Democratico nelle primarie del 2007.
Il loro motto è "Festina lente".